# 克莱诺韦 (苏梅州)
50°59′24″N 34°9′18″E / 50.99000°N 34.15500°E
克莱诺韦（烏克蘭語：Кленове），2024年9月前名为佩爾紹特拉夫內韋（烏克蘭語：Першотравневе），是位於烏克蘭東北部的村莊，由蘇梅州蘇梅區的米科拉伊夫卡镇级市镇負責管轄。該村距離蘇普魯尼夫卡、薩多韋和利迪内1.5公里，海拔高度174米，2001年人口30。
2024年9月19日，乌克兰最高拉达将此村的名字改为克莱诺韦。